# Ivan Monteiro
Ivan de Souza Monteiro (Manaus, 1960) é um engenheiro eletrônico brasileiro. É ex-presidente da Petrobras. Anteriormente foi diretor financeiro da estatal. Antes de estar a frente da Petrobras, fez carreira no Banco do Brasil. Atualmente é presidente da Eletrobras desde 2023.

## Biografia
Monteiro foi levado para a Petrobras em 2015 por Aldemir Bendine, ex-presidente do Banco do Brasil (BB) nomeado naquele ano presidente da estatal do petróleo pela então presidente Dilma Rousseff. Na ocasião, Monteiro era vice-presidente de Gestão Financeira e de Relações com Investidores do BB, cargo que ocupou entre 2009 a 2015.
Em junho de 2018, após a saída de Pedro Parente da Petrobras, Monteiro foi escolhido pelo Conselho de Administração da Petrobras como presidente interino e posteriormente nomeado por Michel Temer como presidente definitivo.